# Thelazia callipaeda
Thelazia callipaeda é uma espécie de nematódeo da família Thelaziidae. São parasitos de cães, gatos e outros carnívoros, assim como de humanos, causando a telazíase.